# Culte de l'offensive

Carte du Plan Schlieffen et des contre-offensives françaises

Le culte de l'offensive fait référence à un dilemme stratégique où les chefs militaires croient que les avantages de l'offensive sont si grands qu'aucune force défensive ne peut la repousser. Le premier qui attaquerait serait celui qui remporterait la victoire. Par conséquent, tous les belligérants choisissent d'attaquer. Le culte de l'offensive est souvent évoqué pour expliquer les causes de la Première Guerre mondiale mais aussi les lourdes pertes que chaque pays essuie dans les premiers mois de la guerre.

## Politiques internationales
Dans le cadre des relations internationales, le culte de l'offensive nourrit les théories du dilemme de sécurité et du réalisme offensif en affirmant que conquérir est facile et que la sécurité est difficile à obtenir en adoptant une position défensive. Les institutionnalistes libéraux affirment que c'est un problème d'engagement et que la guerre préventive résultant du dilemme de sécurité est assez rare.

## Première Guerre mondiale
Le culte de l'offensive est l'une des pensées dominantes chez beaucoup de chefs politiques et militaires avant la Première Guerre mondiale, ce qui a contribué de manière significative à l'escalade des hostilités et devenant ainsi l'une des causes principales de la guerre , ces chefs pensant en effet pouvoir paralyser leurs ennemis en déclenchant l'offensive, toute attente étant synonyme de défaite.
Les théoriciens militaires de l'époque tiennent généralement l'offensive pour extrêmement importante. Cette théorie encourage tous les belligérants à attaquer en premier pour gagner l'avantage. La plupart veulent mobiliser le plus vite possible pour éviter d'être acculé à la défense. Certains analystes ont expliqué que la mise en place de la mobilisation était si rigide qu'il était impossible de l'arrêter une fois lancée sans risquer une désorganisation militaire et une rupture dans le pays. Les possibilités diplomatiques deviennent donc réduites bien qu'elles aient existé.
Le plan Schlieffen en est un des exemples et est fondé une approche offensive préparée par des officiers tels Helmuth Johannes Ludwig von Moltke. Il doit être exécuté pour obtenir la victoire en l'espace du premier mois de la guerre. Toutefois, la contre-offensive française près de Paris, la première bataille de la Marne combinée à des offensives russes rapides, met fin à l'offensive allemande et débouche sur la guerre de tranchées. 
Les Allemands ne sont pas les seuls à avoir suivi le culte de l'offensive. La France est aussi fidèle à cette doctrine théorisée par Ferdinand Foch, Joseph Joffre et Louis Loyzeau de Grandmaison.
Le culte de l'offensive aboutit à de lourdes pertes humaines. L'expérience des batailles inutilement sanglantes de la guerre conduira par la suite à valoriser des stratégies défensives. En conséquence, pendant la Seconde Guerre mondiale, les chefs militaires essaieront d'éviter les offensives à tout prix, ce qui provoquera l'immobilisme des huit premiers mois de ce conflit, la drôle de guerre.